# Kołaczyce (gmina)
Kołaczyce – gmina miejsko-wiejska w województwie podkarpackim, w powiecie jasielskim. W latach 1975–1998 gmina położona była w województwie krośnieńskim. Leży na prawym brzegu Wisłoki u podnóża góry Liwocz, na terenie Pogórza Strzyżowskiego i Doliny Wisłoki.
Siedzibą gminy jest miasto Kołaczyce.
Przez Kołaczyce biegnie droga krajowa:
- DK73 (Kielce, Busko-Zdrój, Dąbrowa Tarnowska, Tarnów, Pilzno, Jasło)

## Struktura powierzchni
Według danych z roku 2002 gmina Kołaczyce ma obszar 60,11 km², w tym:
- użytki rolne: 61%
- użytki leśne: 32%

Gmina stanowi 7,24% powierzchni powiatu.
Na terenie gminy występują gleby zaliczane od II do V klasy bionitacyjnej. Duży obszar zajmują gleby gliniasto – iglaste. Oprócz nich można spotkać mady (w dolinach rzek) oraz gleby torfiaste (pozostałość po jeziorach polodowcowych). Zachodnią granicą gminy płynie Wisłoka.

## Demografia

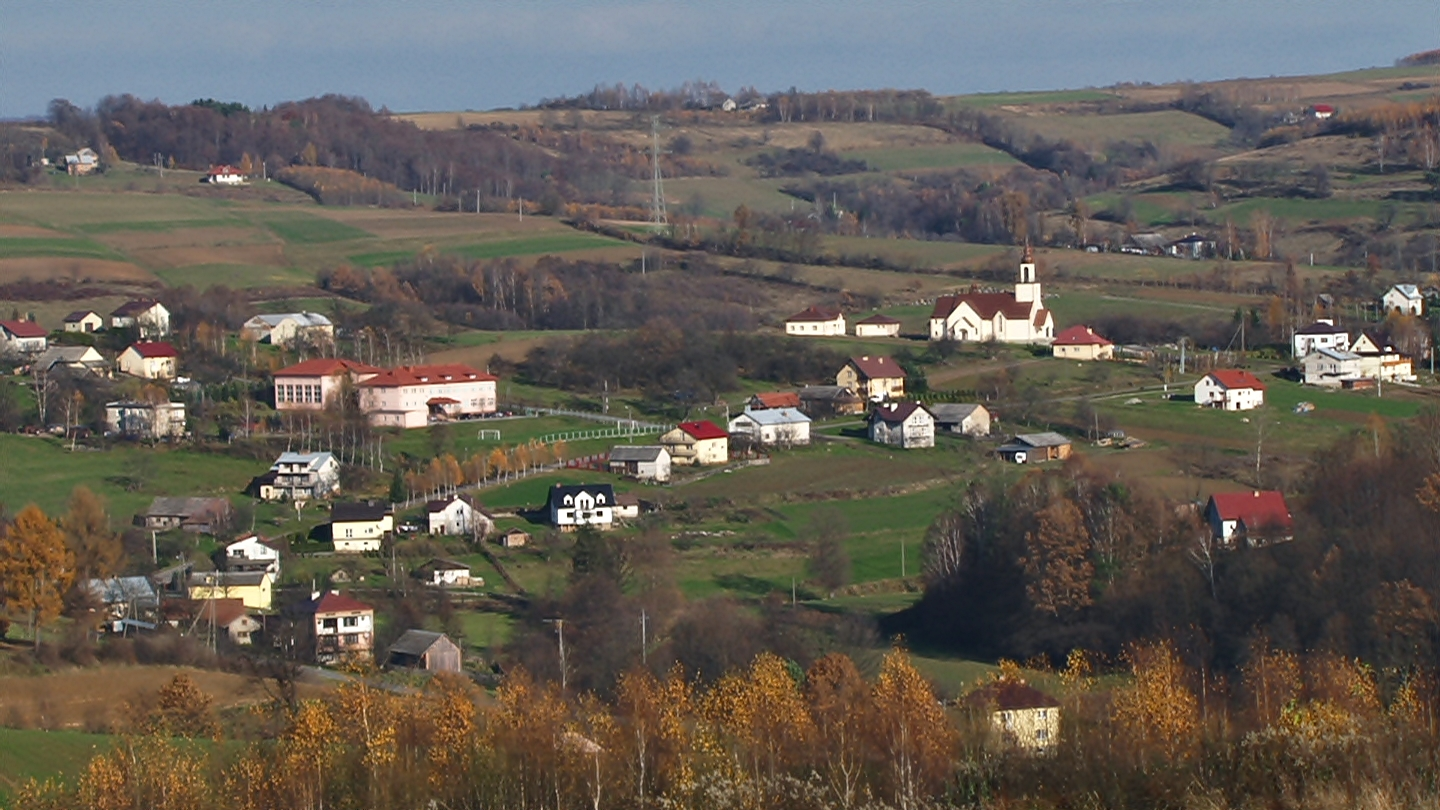

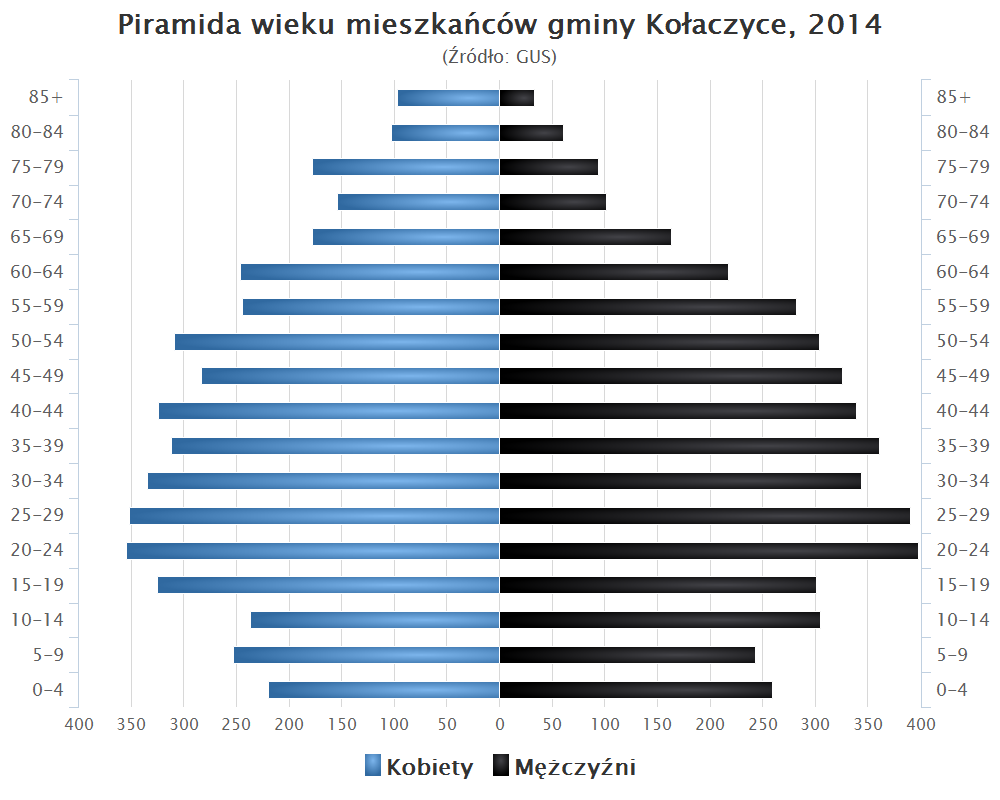
Piramida wieku mieszkańców gminy Kołaczyce w 2014 roku>

Dane z 31.12.2017 roku.
| Opis                              | Ogółem | Ogółem | Kobiety | Kobiety | Mężczyźni | Mężczyźni |
| --------------------------------- | ------ | ------ | ------- | ------- | --------- | --------- |
| jednostka                         | osób   | %      | osób    | %       | osób      | %         |
| populacja                         | 8 964  | 100    | 4 464   | 49,8    | 4 500     | 50,2      |
| gęstość zaludnienia (mieszk./km²) | 147    | 147    | 73      | 73      | 74        | 74        |

## Zabytki i atrakcje turystyczne
- Rynek z fontanną Bartek fundowaną przez hr. Łosia z Brzysk w Kołaczycach
- zabytkowy dom z podcieniami z 1792 roku w Kołaczycach
- kościół parafialny pod wezwaniem św. Anny, w stylu neogotyckim z zabytkową kropielnicą i chrzcielnicą z XVII w. w Kołaczycach
- zabytkowy gotycki kościół z XV w. w Bieździedzy
- rezerwat przyrody Golesz o pow. 27 ha z grupą ostańców
- szlak spacerowy 56 km, Przybówka-Krajowice-Trzcinica
- szlak turystyczny żółty, Kołaczyce-Liwocz-Pogórze Ciężkowickie
- zabytkowy dwór w Bieździedzy

## Sołectwa
Bieździedza, Bieździadka, Krajowice, Lublica, Nawsie Kołaczyckie, Sieklówka, Sowina

## Sąsiednie gminy
Od północy sąsiaduje z gminą Brzostek, od północnego wschodu z gminą Frysztak, od południowego wschodu z gminą i miastem Jasło, a od zachodu z gminą Brzyska.